# Clubiona vigillella
Clubiona vigillella là một loài nhện trong họ Clubionidae.
Loài này thuộc chi Clubiona. Clubiona vigillella được Embrik Strand miêu tả năm 1918.